# Россохино (Аргуновское сельское поселение)
Россохино — деревня в Никольском районе Вологодской области.
Входит в состав Аргуновского сельского поселения, с точки зрения административно-территориального деления — в Аргуновский сельсовет.
Расстояние по автодороге до районного центра Никольска — 53 км, до центра муниципального образования Аргуново — 9 км. Ближайшие населённые пункты — Рокуново, Суборная, Красная Звезда.
По переписи 2002 года население — 12 человек.